# Euryolpium intermedium
Euryolpium intermedium är en spindeldjursart som beskrevs av E.N. Murthy och Taracad Narayanan Ananthakrishnan 1977. Euryolpium intermedium ingår i släktet Euryolpium och familjen Olpiidae. Inga underarter finns listade i Catalogue of Life.